# Элейдер Альварес — Сергей Ковалёв (2019)
Элейдер Альварес — Сергей Ковалёв II — двенадцатираундовый боксёрский поединок-реванш в полутяжёлой весовой категории за титул чемпиона мира по версии WBO, который на тот момент принадлежал Элейдеру Альваресу, а до этого, в 2013 — 2016 и 2017 — 2018 годах — Сергею Ковалёву. Поединок состоялся 2 февраля 2019 года на базе стадиона Ford Center at The Star (Фриско, Техас, США).

## Андеркарт
Комментарий: Андеркарт — предварительные боксёрские бои перед основным поединком вечера.
В таблице перечислены результаты всех поединков боксёров.
В каждой строке указан результат поединка. Дополнительно номер поединка обозначен цветом, который обозначает итог поединка. Расшифровка обозначений и цветов представлена в нижеследующей таблице.
| Пример | Расшифровка                     |
| ------ | ------------------------------- |
|        | Победа                          |
|        | Ничья                           |
|        | Поражение                       |
|        | Планируемый поединок            |
|        | Поединок признан несостоявшимся |
| КО     | Нокаут                          |
| ТКО    | Технический нокаут              |
| PTS    | Решение судей (по очкам)        |
| UD     | Единогласное решение судей      |
| MD     | Решение большинства судей       |
| SD     | Раздельное решение судей        |
| RTD    | Отказ от продолжения боя        |
| DQ     | Дисквалификация                 |
| NC     | Поединок признан несостоявшимся |

| Боксёр                    | Итог боя  | Боксёр                   | Примечания |
| ------------------------- | --------- | ------------------------ | --- |
| Элейдер Альварес (24-0)   | UD12 (12) | Сергей Ковалёв (31-3-1)  | Поединок за титул чемпиона мира в полутяжёлом весе по версии WBO.                                                                |
| Ричард Комми (27-2)       | TKO2 (12) | Иса Чаниев (13-1)        | Поединок за вакантный титул чемпиона мира в лёгком весе по версии IBF.                                                           |
| Оскар Вальдес (24-0)      | KO7 (12)  | Кармине Томмазоне (19-0) | Поединок за титул чемпиона мира в полулёгком весе по версии WBO.                                                                 |
| Теофимо Лопес (11-0)      | KO7 (10)  | Диего Магдалено (31-2)   | Поединок за титулы чемпиона США в лёгком весе по версиям NABA и USBA, а также за титул чемпиона Северной Америки по версии NABF. |
| Патрик Дэй (16-2-1)       | UD10 (10) | Исмамл Илиев (11-0-1)    | Поединок за титул чемпиона Американского континента в первом среднем весе по версии WBC.                                         |
| Бахрам Муртазалиев (14-0) | TKO9 (10) | Эльвин Айала (29-12-1)   | Поединок за титул чемпиона США в первом среднем весе по версии WBC.                                                              |
| Джейсон Санчес (13-0)     | TKO2 (8)  | Даниэль Оля (13-6-2)     | Рейтинговый поединок в полулёгком весе.                                                                                          |
| Жанибек Алимханулы (4-0)  | TKO5 (8)  | Стивен Мартинес (18-4)   | Рейтинговый поединок в среднем весе.                                                                                             |
| Энрико Гогохия (9-0)      | TKO3 (8)  | Виктор Джонс (15-3)      | Рейтинговый поединок в первом полусреднем весе.                                                                                  |